# Арегичинский
Арегичинский — мыс на севере Охотского моря в заливе Шелихова.

## Топоним
В Топонимическом словаре Северо-Востока СССР — Емлинский. Также приводится второе название мыса — Арегинский. Возможно, оба названия произошли от корякско-чукотских основ: Емлинский — от корякского емылкыӈ — «болото», «сырая тундра», Арегинский — от а’рэгын — «сдерживающее место».

## География
Расположен на западе залива Шелихова. Является восточным входным мысом в бухту Емлинская, в которую впадает река Джувкан. Южнее мыса находятся три безымянных скалистых острова. Северо-восточнее — мыс Серый. Между двумя мысами расположена безымянная вершина высотой 382 метра.
Средняя величина прилива у мыса — 5 метров, наибольшая глубина у берега — 39 метров.

## История
26 февраля 1963 года вблизи мыса потерпел катастрофу Ил-18В Полярной авиации. Погибло 10 человек. Самолёт после пожара в двух двигателях совершил вынужденную посадку на замёрзшее море и затонул; трое уцелевших позже замёрзли на льдинах.
До 1992 года на мысе действовал одноимённый маяк.